# Östra Vemmenhögs landskommun
Östra Vemmenhögs landskommun var en tidigare kommun i dåvarande Malmöhus län.

## Administrativ historik
Kommunen bildades i Östra Vemmenhögs socken i Vemmenhögs härad i Skåne när 1862 års kommunalförordningar trädde i kraft. 
Vid kommunreformen 1952 uppgick kommunen i Vemmenhögs landskommun som uppgick 1971 i Skurups kommun.

## Politik

### Mandatfördelning i Östra Vemmenhögs landskommun 1938-1946
| 7 | 8 |

| 15 |

| 7 | 8 |

| 15 |

| 6 | 9 |

| 15 |